# Joe C.
Joseph Calleja (Taylor, 9 de novembro de 1974 - Taylor, 16 de novembro de 2000), mais conhecido pelo seu nome artístico Joe C., foi um rapper estadunidense de ascendência maltesa. Joe foi notável por atuar na banda de Kid Rock e realizar inúmeras aparições na World Wrestling Federation (WWF), principalmente com o stable D-Generation X. Era anão.

## Morte
Morreu dormindo na casa de seus pais, aos 26 anos. Ele sofria de uma doença celíaca, ocasionada pela sua baixa estatura, de 1,18 m.

## Discografia
- Cool Daddy Cool (demo) (1995)
- Devil Without A Cause (1998)
- Early Mornin Stoned Pimp (2000)
- Heaven (demo) (2000)
- Cool Daddy Cool (2000)